# Picumnus minutissimus
Picumnus minutissimus, conhecido como picapauzinho-da-guiana é uma espécie de ave pertencente à família dos picídeos. . É encontrado nas Guianas e no Suriname.